# Pipe (Roussel)
Pipe is een compositie van Albert Roussel.
Het is een van de weinige stukken van deze Franse componist met een Engelse titel. Dat is terug te voeren op de opdrachtgever van dit werk, de Australische Louise Hanson Dyer. Zij stelde het boekje Pipeaux 1934 (wel weer Frans) voor kinderen samen met muziek voor de combinatie fluit(-en) en/of piano. Daarbij maakte het niet uit wat voor fluit werd bespeelt. Het kon een blokfluit, panfluit of anderszins zijn. Pipe was het tweede stukje in de bundel.
Andere bijdragen kwamen van
- Francis Poulenc met zijn Villanelle
- Jacques Ibert met zijn Pastoral (voor vier fluiten, met enige tegenzin geschreven)
- Darius Milhaud met zijn Exercise musical
- Henri Martelli met zijn Mélodie
- Georges Auric met een Scherzo
- Pierre-Octave Ferroud met zijn Pas redoublé

Opvallend daarbij is dat alleen de laatste met 37.1 een opusaanduiding kreeg (Roussel en Milhaud gaven ook opusnummers aan hun werken).